# تیپ ۶۱۳ هاسمونیان
تیپ ۶۱۳ هاسمونیان (انگلیسی: Hasmonean Brigade) تیپ هاسمونیان یا تیپ حریدی یک یگان پیاده‌نظام در نیروهای دفاعی اسرائیل تحت واحد فرماندهی آموزش و پرورش و زیرمجموعه نیروی زمینی اسرائیل است. این تیپ برای اسکان سربازان حریدی که قبلاً از خدمت سربازی در اسرائیل معاف بودند، تأسیس شد. این تیپ در حال حاضر توسط سرهنگ آوینوآم امونا سازماندهی و فرماندهی می‌شود و به‌طور بالقوه تا ۴۰۰۰ سرباز خواهد داشت.
وزارت دفاع اسرائیل می‌گوید این واحد برای سربازان مجرد یا متأهلی در نظر گرفته شده است که مایل به حفظ سبک زندگی حریدی خود و ترکیب مطالعات مذهبی خود با خدمت سربازی هستند.
افراد ثبت نام شده برای پیوستن به این تیپ ۸ ماه آموزش خواهند دید که شامل آموزش تیراندازی، مخفی کاری، جنگ در فضای باز و عملیات نبرد شبانه است. آنها همچنین موظفند سندی را امضا کنند که نشان می‌دهد سبک زندگی هلاخایی را دنبال خواهند کرد، که شامل حفظ ریش و پیو، خودداری از زبان رکیک و لباس پوشیدن مطابق با قوانین یهود است.